# Stolica za slovenski jezik, Licej v Gradcu
Stolica za slovenski jezik na Liceju v Gradcu je bila prva katedra za slovenščino na svetu. Ustanovljena  je bila leta 1811, in sicer je bila namenjena praktičnemu pouku slovenskega jezika. Pouk se je začel leta 1812 s 60 šolarji. Od leta 1812 do leta 1813 je stolnico vodil Janez Nepomuk Primic, sledil mu je Koloman Kvas.
Važen razlog za ustanovitev stolice je bilo dejstvo, da je 40 % tedajnega prebivalstva Štajerske govorilo slovensko, duhovniki so morali obvladati slovenski jezik in uradniki naj bi ga obvladali. Pobudnik duhovnik Janez Nepomuk Primic je v svojem "Predlogu za ustanovitev slovenske stolice" poudaril dve glavni nalogi, in sicer: 
- izobrazba jezika: stolica bi naj z reformatorji, ki delajo v drugih področjih, prevzela važno strokovno in pedagoško vlogo;
- praktični pouk jezika: stolica naj bi pomagala duhovščini in uradnikom uporabljati slovenski jezik na verskem, estetskem, naravoslovnem in kmetijskem področju.